# Jelakci
Jelakci (cyr. Јелакци) – wieś w Serbii, w okręgu rasińskim, w gminie Aleksandrovac. W 2011 roku liczyła 357 mieszkańców.